# Frank Latimore
Franklin Latimore Kline (Darien, 28 de septiembre de 1925-Londres, 29 de noviembre de 1998) fue un actor estadounidense.

## Biografía
Latimore nació en Darien (Connecticut). Provenía de una familia acomodada y pudo rastrear su linaje hasta la Guerra de la Independencia de los Estados Unidos. Se escapó de casa a temprana edad y poco después consiguió el papel principal en una obra de Broadway. Comenzó su carrera como actor en la década de 1930, cuando él y su viejo amigo Lloyd Bridges actuaron en obras de teatro de verano en un teatro de Weston (Vermont).
Latimore luego fue a Hollywood, donde firmó un contrato con 20th Century Fox y procedió a aparecer en éxitos como In the Meantime, Darling, The Dolly Sisters, Three Little Girls in Blue y Shock.
Después de sus años en Fox, hizo películas en Europa, la mayoría de las cuales eran de capa y espada como Balboa, Conquistador of the Pacific, The Golden Falcon, Devil's Cavaliers y muchas otras, incluidas dos películas de Zorro y algunos wésterns. Éstos fueron papeles protagónicos, mucho más importantes que sus papeles en Hollywood, hasta el punto de que se convirtió en el favorito de las películas de espadachines durante finales de los años 50 y principios de los 60. Apareció en la película francesa A pleno sol, así como en el melodrama italiano Una donna ha ucciso (1952). También dobló varias películas europeas al inglés.
Latimore apareció en dos seriales televisivos, interpretando al Dr. Ed Coleridge en Ryan's Hope de 1975 a 1976, y al Dr. Emmet Scott en Guiding Light de 1976 a 1979. Hizo algunos trabajos para PBS, entre ellos su aparición más notable en una película sobre la guerra de Secesión.
Mientras trabajaba en Roma, Italia, a fines de la década de 1940, Latimore conoció y se casó con Valentina Nikitina (24/12/1920 - 8/3/2009), nacida en Rusia, en 1948. Su matrimonio civil tuvo lugar en Roma, Italia, y se establecieron en la ciudad de Nueva York poco después. En 1956, su matrimonio terminó en divorcio, pero ella mantuvo su apellido de casada, Latimore, durante toda su vida.
Se casó con Rukmini Sukarno, una cantante de ópera que era hija del presidente Sukarno de Indonesia, en 1967. Su hijo, Chris Kline, es un periodista que nació en 1964.
El 29 de noviembre de 1998 murió mientras dormía, a la edad de 73 años. Sus restos fueron incinerados y enterrados bajo un viejo manzano en una propiedad ancestral en Vermont.

## Filmografía parcial
- In the Meantime, Darling (1944)
- The Dolly Sisters  (1945)
- Shock (1946)
- Three Little Girls in Blue (1946)
- El filo de la navaja (1946)
- 13 Rue Madeleine (1947)
- Black Magic  (1949)
- Yvonne la Nuit (1949)
- Il caimano del Piave (1951)
- Core 'ngrato (1951)
- Una donna ha ucciso (1952)
- A fil di spada (1952)
- Tre storie proibite (1952)
- La nemica (1952)
- Sul ponte dei Sospiri (1953)
- Napoletani a Milano (1953)
- Capitan Fantasma (1953)
- Per salvarti ho peccato (1953)
- Vestire gli ignudi (1954)
- Papà Pacifico (1954)
- La hija de Mata-Hari (1954)
- Il principe dalla maschera rossa (1955)
- L'ultimo amante (1955)
- Il falco d'oro (1955)
- Lo spadaccino misterioso (1956)
- Terrore sulla città (1957)
- Cuatro en la frontera (1958)
- La congiura dei Borgia (1959)
- John Paul Jones (1959)
- I cavalieri del diavolo (1959)
- A pleno sol  (1960)
- Gli avventurieri dei tropici (1960)
- Les Scélérats (1960)
- The Gallant Hours (1960) (sin acreditar)
- La espada de la venganza (1961)
- La venganza del Zorro (1961)
- Then There Were Three (1961)
- Cabalgando hacia la muerte (1962)
- Si hoy es martes, esto es Bélgica (1969)
- Rosolino Paternò, soldado (1970)
- Patton (1970)
- La casa della paura (1974)
- Todos los hombres del presidente (1976)